# Diaprochaeta aperta
Diaprochaeta aperta är en tvåvingeart som beskrevs av Louis-Paul Mesnil 1970. Diaprochaeta aperta ingår i släktet Diaprochaeta och familjen parasitflugor. Inga underarter finns listade i Catalogue of Life.